# Collada de Tarerac
La Collada de Tarerac és una collada de 688,8 metres d'altitud, en el límit dels termes comunals d'Arboçols i de Tarerac, tots dps de la comarca del Conflent, a la (Catalunya del Nord). Està situada a l'extrem oest del terme comunal de Tarerac, i al nord-est del d'Arboçols. Hi passa el camí vell que uneix aquests dos pobles i, des de fa uns anys el GR - 36.